# Вот Тайлер
Вот Тайлер (англ. Wat Tyler; 4 січня 1341 — 15 червня 1381) — очільник селянського повстання в Англії 1381 року.

## Життєпис
Походив з ремісничого стану. Вважається, що народився в родині Волтера Гілларда, що був покрівельником (англ. tiler). Звідси Тайлер не справжнє прізвище, а подальше прізвисько. За різними відомостями народився 1341 року в селі Брокслі або Дартфорді чи Мейдстоуні (графство Кент) або в Колчестері (графство Ессекс).
Висловлюється гіпотеза, що Вот Тайлер після невдалого роману йде на військову службу до англійської армії, з якою вирушає до Франції. Тут бере участь у низці битв Столітньої війни. Сам король Едуард III вирізняє його мужність і хоробрість. Повернувшись до рідного села (міста), одружується і працює ковалем або покрівельником.
7 червня 1381 року з початком повстання селян очолив повсталих під час наради в Мейдстоуні. Після цього відправив частину загонів на Лондон. 10 червня зайняв Кентерберрі, де було знищено боргові записи в архієпископському палаці. 12 червня приєднався до повсталих біля Лондону. 13 червні намагався почати перемовини з королем Річардом II, але їх було зірвано. після цього за допомогою частини олдерменів увійшов до Лондону. В результаті місто опинилося у владі повсталих. Разом з тим підтримав повсталих в гарфствах південної, східної та центральної Англії.
14 червня на полі Майл-Енд за присутності великої кількості лондонців та повсталих зустрівся з королем та його почтом. Останній жестом погодився на вимоги Тайлера дозволити йому стратити ворогів держави і короля, а також дати волю віланам. В результаті було страчено Саймона Седбері, архієпископа Кентербері, та низку королівських чиновників. Також було зайнято замок Тауер. При цьому завдяки діям Тайлера в Лондоні встановлено порядок, не було грабунків та зловживань.
15 червня на полі Смітфілд під час наступної зустрічі з королем Річардом II лідера повсталих Вота Тайлера було підступно поранено лорд-мером Лондона Вільямом Волвортом, а потім зарубаний кимось з королівського почту. Наслідком цього стала дезорганізація дій повсталих та зрештою придушення селянського повстання.

## Пам'ять
- На його честь названа ділянка дороги A249, що проходить через Мейдстоун.
- Дорога на західному краю Блекхейту називається Дорогою Вота Тайлера.
- Заміський парк Ват Тайлер в Ессексі названий його іменем.
- 15 липня 2015 року в Смітфілді, Лондон, було відкрито меморіал, що вшановує пам'ять Вота Тайлера та Селянське повстання.